# Industrikompaniet King

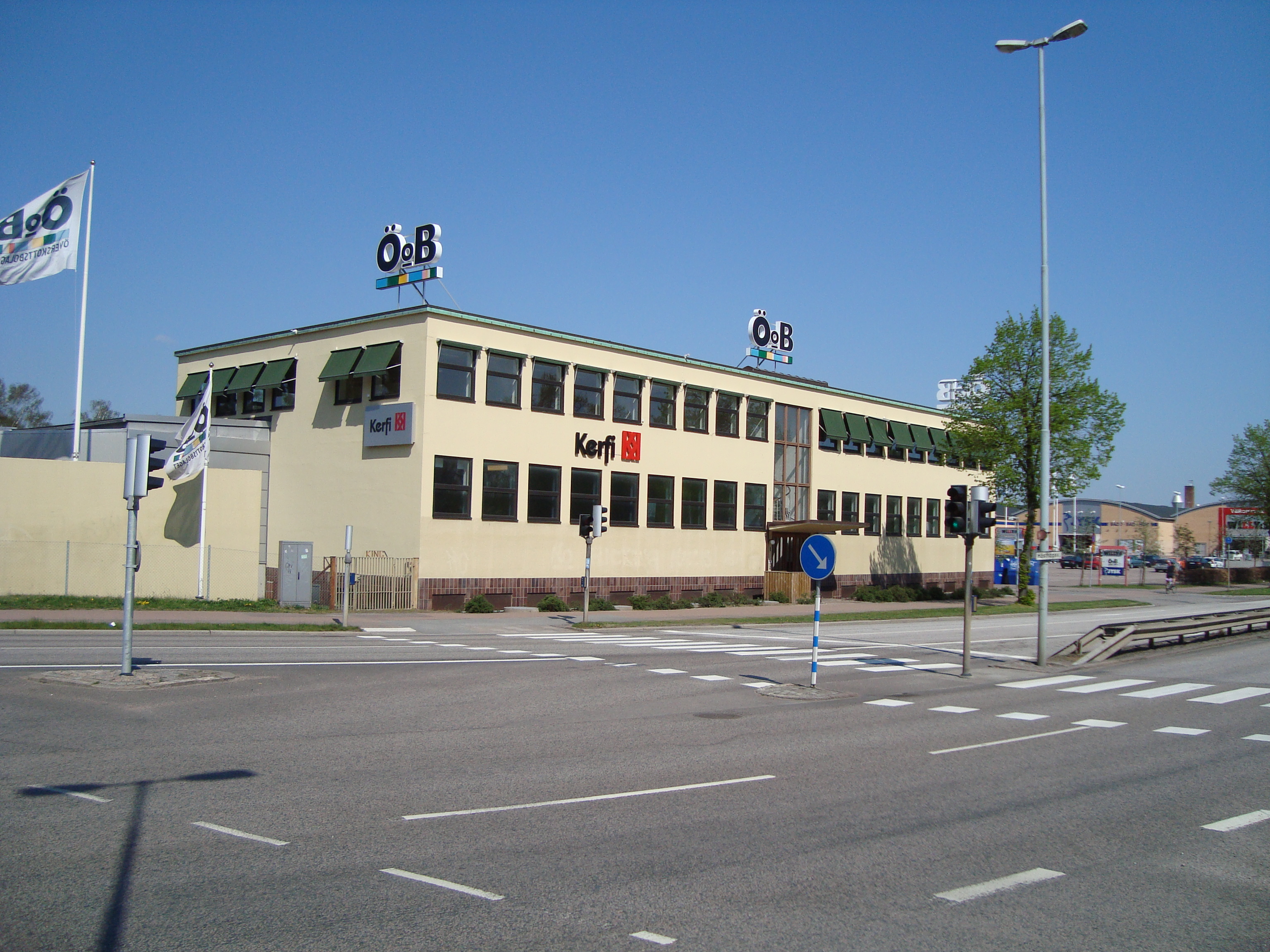
Kings fabrik vid Hästhagsvägen.

Industrikompaniet King med cykelmärket King är en tidigare svensk tillverkare av cyklar och mopender med säte i Helsingborg. Företaget var från 1955 även känt som Fram-King-bolagen. Från 1932 ingick Fram i Uppsala i bolaget.

## Historia
Industrikompaniet grundades 1917 av Ernst J. Pålsson och Erik Jonsson. Man hade tillverkning på flera orter: Förutom den egna fabriken skedde svetsning i Stattena i Helsingborg och lackering i Klippan. 1932 köptes företaget AB Josef Eriksson med märket Fram i Uppsala och senare köptes verksamheter i Enköping (AB Hejarsmide), Linköping (AB Svenska Cykelmagasinet med märket Gripen), Ängelholm (Cykelfabriken Standard) och Stockholm (AB O. Kræpelien med märket OK). En ny fabrik byggdes 1939 vid Hästhagsvägen. 1955 ändrades namnet till Fram-King-bolagen. 
Den trehjuliga mikrobilen Fram-King-Fulda slutmonterades på Helsingborgsfabriken 1957-1962. En stor kund för bolaget på cykelsidan var Kooperativa Förbundet (KF) för vilken man tillverkade cyklar under namnet Trim. År 1973 flyttades cykeltillverkningen nästan helt till Helsingborg. Cyklarna hette nu Fram-King och 1986 såldes Fram-King-bolagen till Monark Crescent AB. Fabriken i Helsingborg lades ned 1988.